# Ferdinand Friedrich I. von Degenfeld
Ferdinand Friedrich I. von Degenfeld (* 19. Mai 1661 auf Schloss Neuhaus; † 15. Oktober 1717 in Wagenbach) war Grundherr zu Ehrstädt, Waibstadt, Unterbiegelhof und Wagenbach. Er war von 1705 bis 1717 Senior der Familie von Degenfeld-Neuhaus.

## Leben
Er war der jüngste zu Jahren gekommene Sohn von Johann Christoph II. von Degenfeld († 1680) und der Veronica Benigna von Dachenhausen. Nach dem Tod des Vaters beantragte sein älterer Bruder Christoph Friedrich für sich und seine Brüder Eberhard Friedrich und Ferdinand Friedrich die Bestätigung der vom Vater geerbten Lehen. Im Januar 1682 teilten Christoph Friedrich und Ferdinand Friedrich das Erbe, wobei Eberhard Friedrich nicht mehr genannt wird, so dass dieser offensichtlich kurz nach dem Vater ebenfalls verstarb.
Christoph Friedrich erhielt Schloss Neuhaus, den Eulenhof und die württembergische Hälfte von Ehrstädt. Ferdinand Friedrich erhielt die Wormser Hälfte von Ehrstädt sowie die Degenfeldschen Allodialgüter in Waibstadt und Unterbiegelhof, wobei gleichzeitig ein Familienfideikommiss über die Eigengüter geschlossen wurde.
Nach dem Tod seines Bruders 1706 beantragte er für sich und seine drei Neffen eine Bestätigung der Lehen und handelte als Senior der Familie eine Erbteilung unter den Neffen aus. In den Folgejahren gab es verschiedene Bestätigungen von Lehen und Teilungsverträgen, ohne dass für die erste Zeit von Streitigkeiten berichtet wird. Ferdinand Friedrich lebte abwechselnd in Waibstadt, in Wagenbach und in einem Stadthaus in Wimpfen.
Die finanzielle Situation der gesamten Familie war zu jener Zeit nicht rosig. Der Dreißigjährige Krieg und die nachfolgenden kriegerischen Auseinandersetzungen wie der Holländische Krieg und der Pfälzische Erbfolgekrieg hatten die Güter der Familie hart getroffen. Ferdinand Friedrich war es noch am ehesten gelungen, sich aus der Verschuldung heraus zu einem gewissen Wohlstand zu wirtschaften. Seinen Neffen mit ihren kleinen Besitzteilen war das nicht gelungen. Neffe Johann Friedrich I. auf Neuhaus stellte schließlich finanzielle Forderungen an den Onkel, die dieser aber zurückwies. Schließlich entbrannte wegen finanziellen Dingen wie der Baulast für die Ehrstädter Kirche ein immer größerer Streit zwischen dem Onkel und den Neffen, die ihrerseits nun das Patronatsrecht und Pfarrhaus in Ehrstädt beanspruchten und den Onkel vom Erbbegräbnis in der Schlosskirche zu Neuhaus ausschlossen. Der Streit konnte nicht mehr geschlichtet werden, da Ferdinand Friedrich I. am 15. Oktober 1717 in Wagenbach starb.
Seinen Besitz in Wagenbach erbte der ältere überlebende Sohn Carl Gottfried (1690–1727). Der jüngere Sohn Christoph Ferdinand I. war beim Tod Ferdinands noch nicht volljährig und erhielt erst bei seiner Volljährigkeit die restlichen Güter des Vaters, nämlich die wormsische Hälfte von Ehrstädt und die Familienfideikommiss-Güter in Waibstadt und Unterbiegelhof. Carl Gottfried wurde von Christoph Ferdinand I. und seinem Vetter Johann Friedrich denunziert und verbrachte die letzten drei Jahre seines Lebens in Festungshaft in Philippsburg. Er hinterließ keine Söhne und das kurpfälzische Lehen in Wagenbach kam an seine Töchter. Nach dem Tod  von Johann Friedrich I. vereinte Christoph Ferdinand I. ab 1760 wieder den gesamten Besitz der Degenfeld-Neuhaus auf sich.

## Familie
Er heiratete um 1687 Maria Philippine Dorothea von Helmstatt, die Tochter von Carl Friedrich von Helmstatt zu Wagenbach. Diese erbte von ihrem Vater das kurpfälzische Lehen von einem Drittel an Wagenbach, das zu einem Kunkellehen umgewandelt worden war, so dass es nach ihrem Tod an Ferdinand Friedrich überging. Nach dem Tod der ersten Gattin um 1706 heiratete Ferdinand Friedrich I. von Degenfeld am 3. Mai 1707 in Kocherstetten in zweiter Ehe Maria Magdalena von Stetten (1665–1744).
Der ersten Ehe entstammten vier Söhne und zwei oder drei Töchter:
- Johann Friedrich Ludwig (* 1689), wohl im Kindesalter verstorben
- Carl Gottfried (1690–1727) ⚭ Susanna Magdalena Buhl
- Wilhelm Heinrich Friedrich (1696–1714)
- Christoph Ferdinand I. (1699–1766) ⚭ Clara Juliana von Gemmingen-Widdern († 1766)
- Charlotte Dorothea Maria († 1720)
- Luise Philippine
- Wilhelmina ⚭ N. von Henzig

Die Geburtsdaten von Charlotte und Luise sind nicht mehr bekannt. Sie lebten später in Waibstadt und Wagenbach. Die Tochter Wilhelmina erscheint nur auf einer 1742 beglaubigten Stammtafel.